# バーニー・サンダース
バーニー・サンダース（Bernie Sanders）、本名バーナード・サンダース（Bernard Sanders、1941年9月8日 - ）は、アメリカ合衆国の政治家。無所属のバーモント州選出のアメリカ合衆国上院議員（4期）。
2016年の大統領選挙では、民主党予備選挙に立候補したが、ヒラリー・クリントンに敗れた。2020年の大統領選挙でも民主党予備選挙に出馬したが、ジョー・バイデンに敗れた。基本的に無所属で通している議員であり、上下両院を通じて無所属議員としてアメリカ史上最長のキャリアを継続している。ただし長年民主党と統一会派を組んでおり、大統領選挙に出馬する時のみ民主党に入党する。無所属議員ながら民主党からは実質的に民主党議員として扱われており、民主党上院議員執行部の「有権者対策（アウトリーチ・票田の拡大）委員長」を務めており、同党執行役員の任を担っている。

## 概説
バーニー・サンダースは37代目バーリントン市長（4期8年）、連邦下院議員（8期16年）などを歴任した。2007年からは連邦上院議員に鞍替えした。現在連邦議会における無所属議員の2人のうちの一人である。2016年アメリカ合衆国大統領選挙の民主党候補者、2020年アメリカ合衆国大統領選挙の民主党候補者の一人である。無所属の市長だった時代から「共和党と民主党は同じ穴のムジナ」と公言する。二大政党否定論者であるが、民主党は特に共和党支配の議会 においては鉄壁の固定票を持つサンダースの助けを必要とし、無所属議員でありながら民主党に強い影響力を持つ。
アメリカ合衆国大統領選挙において民主党候補者争いの場となった2016年予備選挙ではヒラリー・クリントンと接戦となった。民主社会主義者を自認し、格差是正やTPP反対・オバマケアをさらに進めたユニバーサルヘルスケア（国民皆保険制度）の実現・教育支援制度の充実・LGBTや少数民族などマイノリティの権利保護を訴えた。ミレニアル世代やそのひとつ下のZ世代と言われる世代の若者の支持が厚く、インターネットのクラウドファンディングを活用し、個人献金と草の根ボランティアによって、一口平均27ドルの献金が例えば2016年2月だけで4200万ドル以上集まり、その選挙戦は驚きをもって「サンダース現象」と呼ばれた。
ラッパーで活動家のキラー・マイクや、弱冠19歳（2016年10月時点）の人気ラッパーリル・ヨッティ、ボニー・レイット、ジャクソン・ブラウン、ディプロ、ロックバンドピンク・フロイドのロジャー・ウォーターズ、ミュージシャンのジェイソン・ムラーズ、ジャック・ホワイト、ロックバンドのザ・ストロークス、俳優のスーザン・サランドン、シェイリーン・ウッドリー、ロザリオ・ドーソン、マーク・ラファロ、映画監督のマイケル・ムーア、スパイク・リー、コメディアンのサラ・シルバーマンなど、ミュージシャンやハリウッドにも多数の熱烈な支持者を持つ。サンダース自身も音楽への造詣が深く、好きなジャンルはカントリー音楽とモータウン・サウンド、ABBAも好きで「結婚式でかけた」という。ベートーベンの大ファンで交響曲全曲がiPadに入っている。サイモン&ガーファンクルのアート・ガーファンクルやニール・ヤングが楽曲を選挙キャンペーンに使うことを許可したほか、予備選の演説会の始まりにはジョン・レノンのパワー・トゥ・ザ・ピープル、終わりにはデヴィッド・ボウイのアルバムジギー・スターダストのヒット曲『スターマン』が流れた。レッド・ホット・チリ・ペッパーズ、グリズリー・ベア、フィッシュのドラマーのジョン・フィッシュマンも支持を表明し、演説会場においてサンダースのためのチャリティ演奏を行った。またヘビーメタルにも理解を示し、スリップノットのアルバム『アイオワ』に衝撃を受けたとインタビューで答えている。1987年のバーリントン市長在任時にはフォーク・ソングをレコーディングしたアルバム『勝利を我等に (We Shall Overcome)』をリリースしたことがある。
ノーベル経済学賞経済学者ジョセフ・スティグリッツは、「ヒラリー・クリントンやバーニー・サンダースが提唱する改革が採用されたなら、すでに不安定な生活を送っている人々を食い物にする金融システムの能力は抑制されることだろう。そして2人が提案する徹底した改革は、アメリカが高等教育に融資する方法を変えるだろう。」と述べた 。サンダースの経済政策は『ウォール街』の主人公のモデルの一人とされる富豪の投資家と170人の経済学者にも支持されている。

## 経歴

### 生い立ち

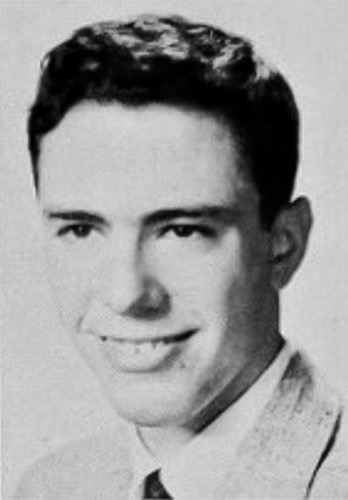
サンダースの写真（1959年）

1941年9月8日にニューヨーク州ニューヨーク市ブルックリンで、ポーランド系ユダヤ人移民の息子として生まれた。父のイーライは17歳で兄弟と2人でアメリカに渡った。アメリカに渡った当時のイーライはほとんど一文無しで英語も喋れなかったが、ニューヨーク出身のロシア・ポーランド系ユダヤ人女性ドロシー・グラスバーグと結婚し、ペンキのセールスマンとして家計を支え賃貸アパートで二男を育てた。その長男がイギリス在住でイングランド・ウェールズ緑の党所属の政治家ラリー・サンダースであり、次男がサンダースである。サンダースによれば家庭は非常に貧しく、カーテンや絨毯などを買い換えることができず、台所、居間、寝室の3部屋の狭いアパートでトイレから魚が跳ね上がってきたこともよくあったという。母はバーニーが高校卒業後間もなく46歳で病死、数年後父も57歳で急死した。
イーライがアメリカに渡った後、ポーランドの親族のほとんどがホロコーストで殺害された。そのためサンダースは幼い頃から政治意識に目覚めていた。「アドルフ・ヒトラーが合法的に政権を取り、第二次世界大戦が起こり、ユダヤ人600万人を含む5000万人が殺害された。だから子供の私が学んだのは、政治とは本当に重大なものだということだった。」
小学校ではバスケットボールチームに所属し、地区優勝を飾った。ブルックリンのジェームズ・マディソン高校では長距離走選手として活躍し、ニューヨーク市の室内1マイルトラック試合で3位。クラス長に初立候補した時は、落選するも、当選した生徒に自分の主張（朝鮮戦争孤児のための奨学金制度を作る）を取り入れるよう説得し、基金が設立された。卒業後、ニューヨーク市立大学ブルックリン校に1年通い、シカゴ大学に進学する。1964年に政治学の学位を取得した。卒業後はイスラエルのキブツで数ヶ月間過ごし、その後一貫して「格差が少なく普通の人々が政治に深くコミットする社会の形成」という政治理念を保ち続ける。ニューヨークに戻り、バーモント州に定住するまでの期間、精神病院の看護助手、環境不遇の未就学児童を対象にした政府のプログラムで教師、課税資産調査員や低所得者への食糧支援、大工など、わずかな賃金の仕事に従事した。兄ラリーは「バーニーの不屈の闘志と体力は、高校時代のクロスカントリースキーやマラソンの選手としての経験で鍛えられた」と語っている。
また、サンダース自身は、自分の強い独立心は大人に干渉されず子供たちだけで遊びのルールを決めていた子供時代に養われたとしている。

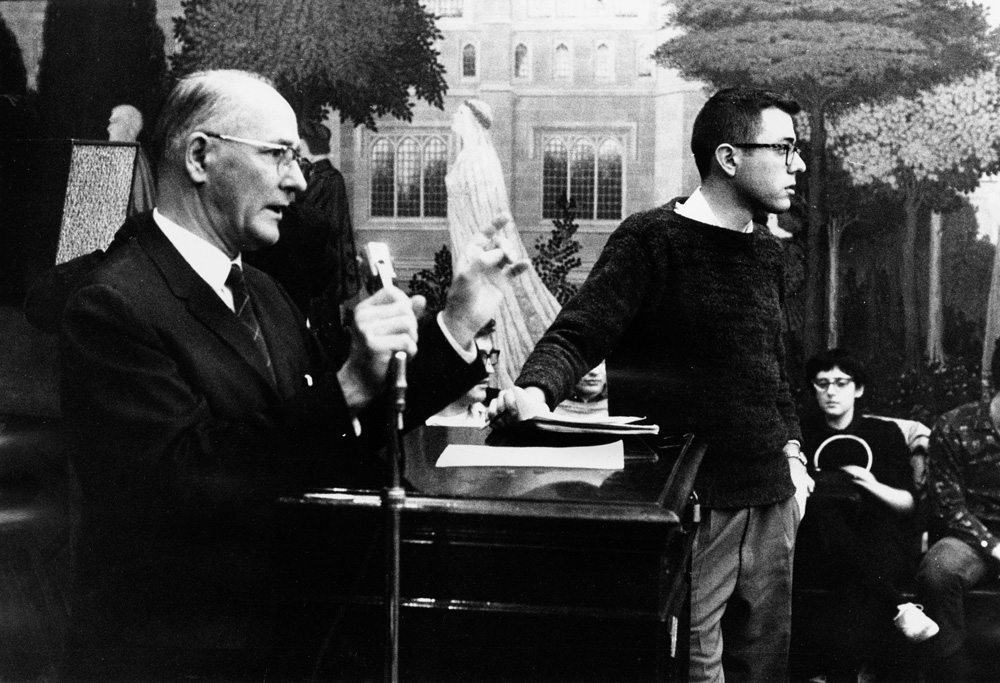
1962年2月、人種平等委員会の運営委員の一人だったシカゴ大学生時代のサンダース（右）。左はシカゴ大学総長ジョージ・ウェルズ・ビードル

1963年にシカゴ大学の学生で当時21歳だったサンダースは、人種隔離政策に反対するデモに参加し、警察官に参加者の黒人と鎖で足を繋がれたのち、両腕を掴まれ逮捕された。人種平等会議、学生非暴力調整委員会、学生平和ユニオン、アメリカ社会党の社会主義青年同盟（YPSL）に所属し、民主社会主義者としての活動も始めた。

### 政治活動

#### バーモント州
ニューヨークの中心部で生まれ育ちながら子供の頃から自然が好きだったサンダース は1968年にバーモント州に移住する。折しも若者世代にヒッピー・ムーブメントが大流行していた。親世代の物質主義や拝金思想や出世至上主義を嫌い、美しい自然環境の バーモント州に流入した多くの若者の一人だった。定職にはつかず、大工、ドキュメンタリー映画製作、地域新聞へ寄稿するフリーライターなどで辛うじて生計を支えた。1969年にニューヨーク出身の女性との間に息子をもうけ、協力しあって育てるが結婚はしなかった。
1971年に30歳のサンダースは州の小さな地域政党である自由連合党から連邦上院議員選挙に出馬する。それまで党が立候補者を探していたが誰も手を挙げず、新参者のサンダースが初めて手を挙げた人物だった。友人に誘われ「冷やかしで」見物に来た党の集会だったが、建物を出てきた時は上院議員候補になっていた。当時の友人は「本当に驚いた。だがバーニーはいつも大胆不敵だった」と述懐している。しかし、得票数わずか1,571票（2.2％）で落選した。
1972年に再び自由連合党候補としてバーモント州知事選挙に立候補するも落選した。得票数は2175票（1.1パーセント）だった。その後も1974年に上院議員選挙・1976年に州知事選挙に立候補したが、いずれも当選には遠く及ばず落選に終わった。この頃までの生活は非常に厳しく、格差解消を訴える候補者として自分も冷蔵庫は空、料金滞納でたびたび電気を止められ、数ヶ月間生活保護を受けたことさえあった。ついには家賃を払えなくなりアパートを追い出され、友人のリチャード・シュガーマン宅に身を寄せた。
1977年、自由連合党を離党する。
政治に見切りをつけ、バーモント州をはじめとしたニューイングランド地方の歴史や、20世紀初頭に合衆国大統領選挙に5度出馬した社会主義者ユージン・V・デブスのドキュメンタリー映画の製作・販売で生計を立てる決心を固めていたサンダースだったが、一大転機が訪れた。1980年に上記の友人の「自由連合党候補時代、バーリントン市で比較的得票率が高かったから、バーリントン市長選なら勝てるかもしれない」 という提案に背中を押され、バーモント州最大の都市であるバーモント州バーリントンの市長選挙に無所属候補として出馬し、現職との得票差がわずか10票で新市長に選出される。2期目を目指した1983年の市長選挙では、対立候補に21パーセント差で勝利する。サンダースが市長を務めた時期のバーリントン市はアメリカで最も住みやすい街に選出された。市政では価格を抑えた住宅の供給・累進課税制度の導入・環境保護・エネルギーを100パーセント風力発電と太陽光発電化・児童ケア・女性の権利・若者のための施策などを推し進めた。またアメリカでもっとも早くLGBTの権利を公に支持した市長として知られた。

#### 連邦議員

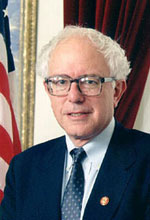
下院議員時代のサンダース（1991年1月3日）

1986年に市長任期を終えて再びバーモント州知事選挙に立候補するも3位に留まり、1988年には連邦下院議員選挙に立候補するがこちらも落選となった。
1990年に連邦下院議員で対抗馬の共和党候補を17パーセント差で下し、ついに下院議員に初当選を果たした。
1991年には6人の議員を集めて下院民主党左派議員の集まり「議会進歩派議連」を結成した。この議連はその後2018年にオカシオ・コルテスら若手の当選により95人に増加し、2020年時点では同党下院の4割を占めている。
2006年に連邦下院から連邦上院への鞍替えを狙い、連邦上院議員選挙に立候補する。民主党をはじめ、バーモント進歩党、アメリカ民主社会主義者などから支援を受ける無所属候補として選挙を戦い、当選を果たした。サンダースは自ら民主社会主義者であると名乗っているため、合衆国上院史上初となる社会主義者の議員となった（下院議員としては過去のサンダース自身をはじめ、アメリカ社会党のヴィクター・L・バーガーなどの例がある）。議員となってからは、ワーキングクラス家庭に焦点を当て、縮小する中産階級と富裕層の格差縮小に取り組む。アメリカ合衆国第112議会の上院では同じく無所属のアンガス・キングとともに民主党と院内会派を組んだ。
2010年12月13日にジョージ・W・ブッシュ政権から続いていた減税措置の延長をめぐって8時間半に及ぶフィリバスターを行った。通常、フィリバスターはシェイクスピアやアメリカ合衆国憲法を意味も無く朗読するものであるが、サンダースのフィリバスターは、減税措置をはじめとする行き過ぎた自由市場主義によってもたらされた貧富の格差の拡大や国内産業の衰退について強い批判の態度を持って行われ、本人も「2時間あれば言い終わると思っていた」と話している。このフィリバスターはインターネット上で話題になり、その様子はツイッターで中継された。
2期目を目指した2012年の上院議員選挙では、71パーセントの得票率で圧勝した。

#### 2016年アメリカ合衆国大統領選挙

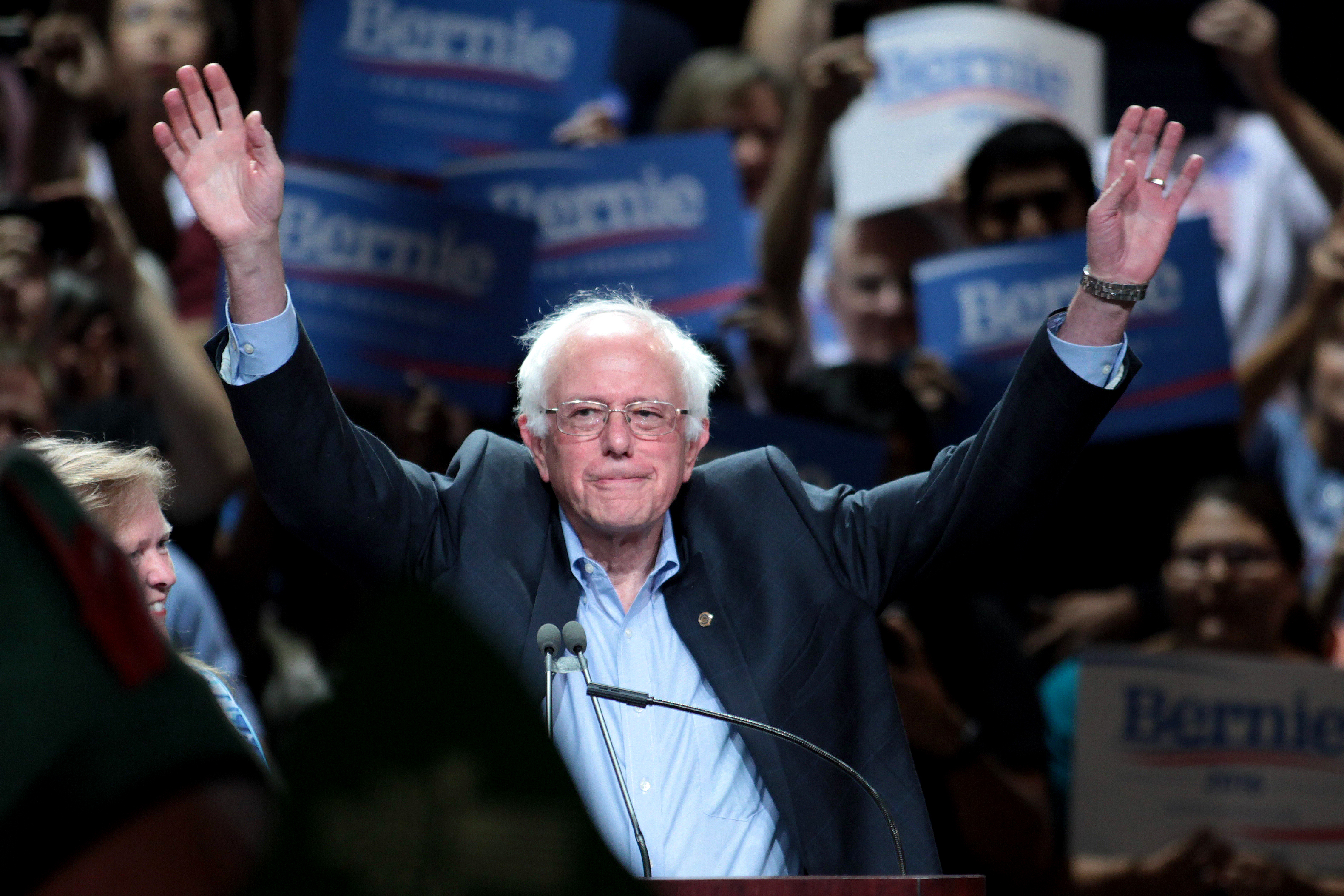
支持者達に両手を掲げて応えるサンダース（2015年7月18日）

2015年4月30日に2016年アメリカ合衆国大統領選挙に民主党から出馬することを表明した。
出馬表明と同時に民主党に入党したが、選挙戦ではむしろ反主流派として民主党指導部のリベラル的な中道主義を厳しく批判した。多数の汚職疑惑から大本命とされていたヒラリー・クリントンを敬遠する労働者や青年層の党員を中心に支持を集め、共和党のドナルド・トランプと並んでアウトサイダーながら予備選の有力候補に躍り出る躍進を見せた。対照的に、ヒラリーを中心とした民主党指導部からは強い反発を受けた。
2015年3月に製造業が集まるミシガン州でヒラリーとの接戦を制して勝利し、一時は指名獲得が現実味を帯びた。しかし共和党の予備選挙とは異なり既存勢力を押し切るまでにはならず、6月23日に「指名はされないだろう」と事実上敗北を宣言した。敗北宣言後も7月の党大会で採択される政策綱領に揺さぶりをかける為、直ちにヒラリー支持は表明せず選挙戦を継続した。2016年7月12日にヒラリー・クリントンへの支持を正式に表明したが、選挙戦からは最後まで撤退しなかった。党大会直前には情報の自由を掲げるウィキリークスによってサンダース側に不利な情報をメディアにリークしようとしていた事実を示す民主党指導部のメールが公開され、デビー・ワッサーマン・シュルツ民主党全国委員長は辞任に追い込まれた。他に「彼はユダヤ人なのか、無神論者なのか」といった人種的・宗教的差別発言もあり、民主党指導部は厳しい批判に晒された。サンダース自身もヒラリーへの支持は撤回しなかったものの不快感を示し、サンダース支持者の間では緑の党への投票を促す動きもみられた。

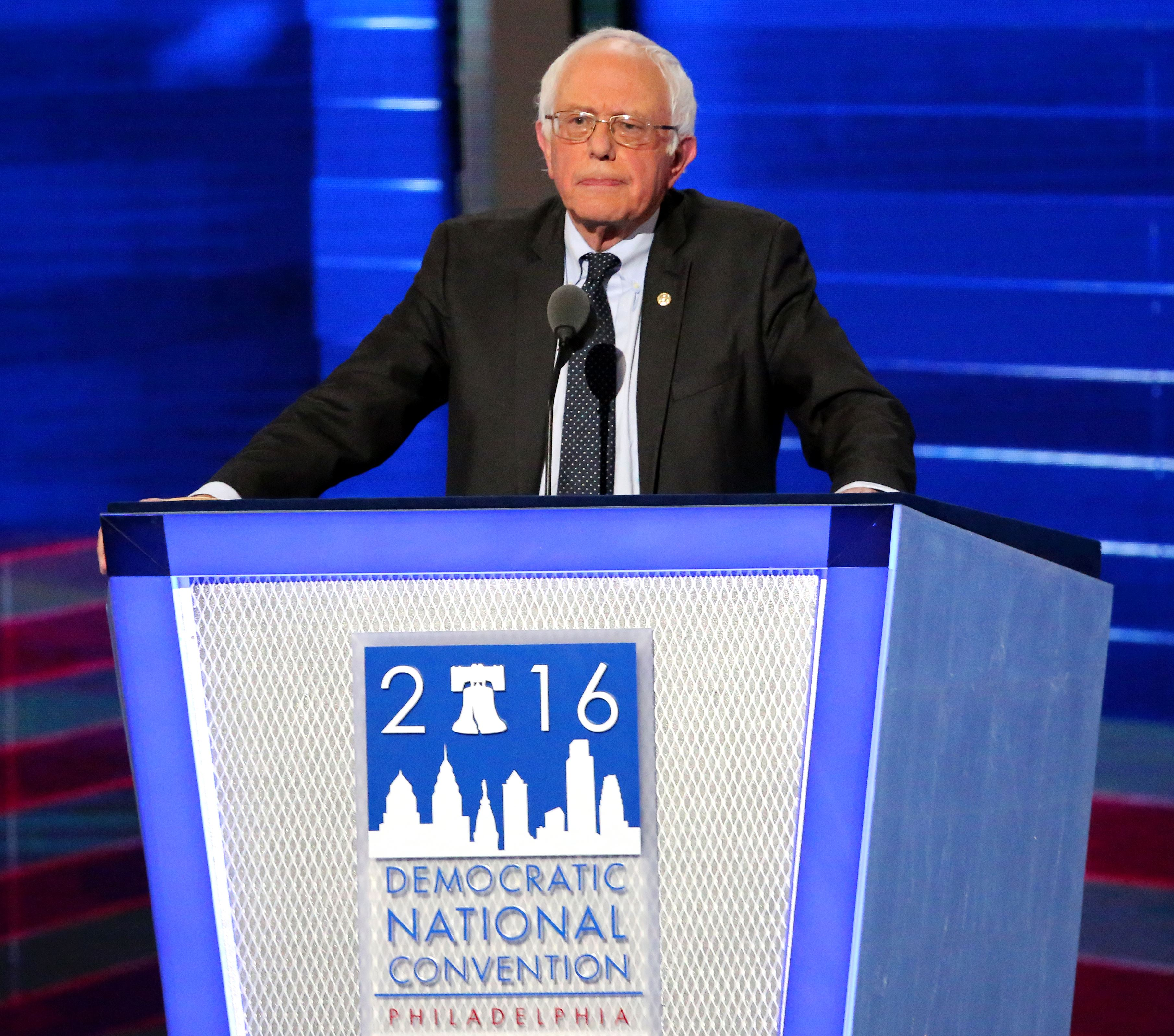
バーニー・サンダースがペンシルベニア州フィラデルフィアで開催された2016年民主党全国大会で講演

7月25日に開かれた民主党全国大会初日に、自身の主張である最低賃金引き上げや大学授業料無料化が政策綱領に盛り込まれた ことから、クリントンに対する応援演説を行い、クリントンを全会一致で指名する動議を投票手続きの途中で提案した。
サンダース支持者からは、一般代議員の投票結果に縛られない特別代議員の投票がクリントン勝利の流れを後押ししたという批判が巻き起こり、2018年8月、民主党は次回大統領選の予備選挙からは特別代議員の投票権を制限することを決定した。

#### 予備選挙後

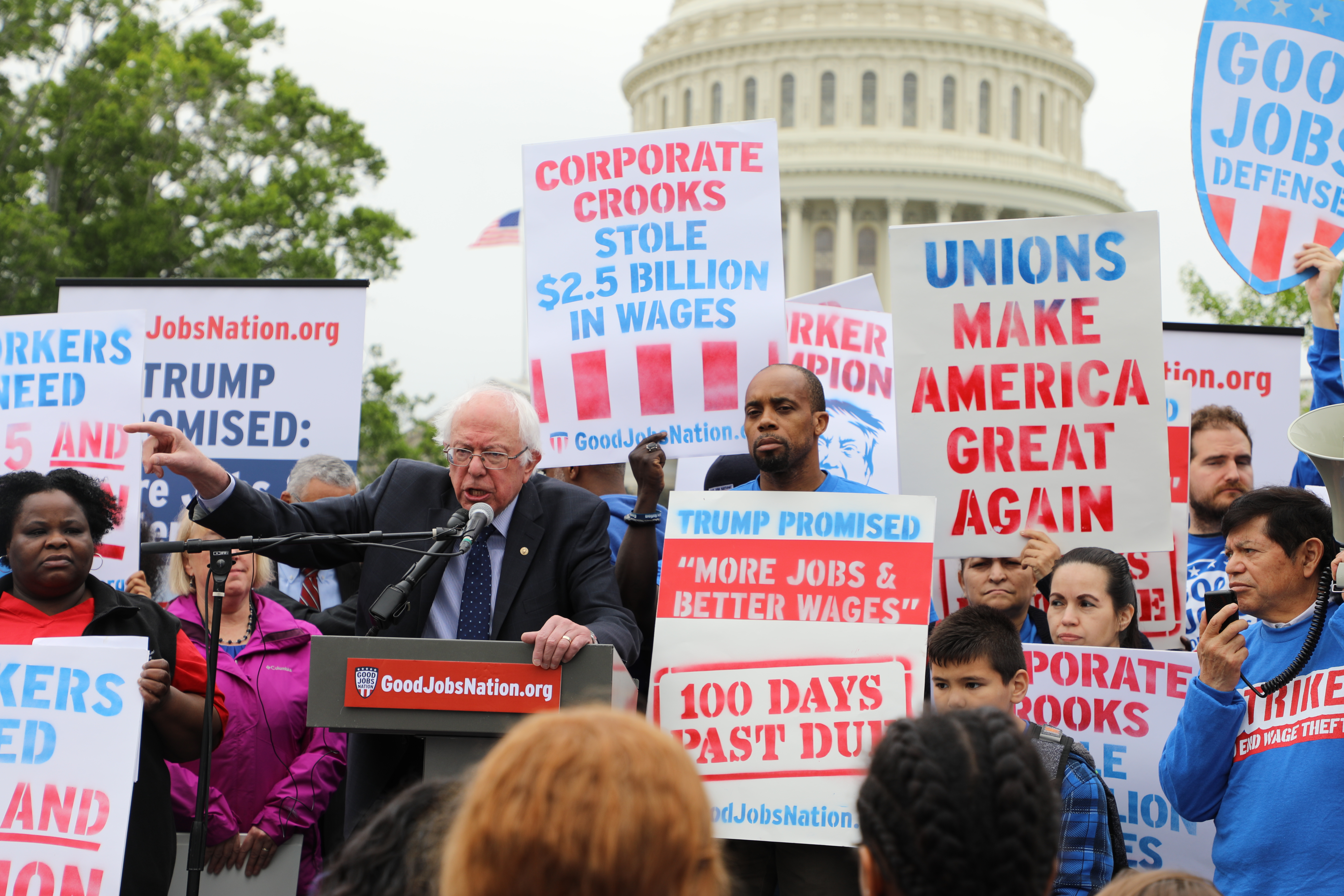
最低賃金15ドルを求める政治集会で演説するサンダース（2017年4月26日）

2016年8月24日にはネット中継で新自由主義的な貿易政策に反対し、「オバマ大統領がこの協定を推し進めているのは大きな間違いだ。TPPはウォールストリートや大企業に支えられている」と述べてバラク・オバマ政権を批判し、TPP阻止などを挙げる政治組織「私たちの革命」（Our Revolution）の立ち上げを宣言した
。同年11月には自身の政治理念を説いた同名の著書も発表され、ベストセラーとなっている。二大政党制の枠組みにおける左派の受け皿としての民主党を重要視し、党執行部にも関与して内部からの改革を促している。一方で無所属議員としての立場も継続しており、上述の政治組織私たちの革命を通じた独自の政治運動を展開するなど、党内外から民主党指導部へ改革に向けた圧力を加えている。
サンダースがヒラリー支持を表明したのは敗北が決まってから1か月以上たってのことであり、民主党内に深い亀裂を残すこととなった。そのためサンダース支持派の左派的な若年層と、ヒラリー支持者に代表される中道的な民主党主流派の溝は深いままになり、本選での民主党の敗北の一因になったとされている。
ヒラリーは自身の自伝『WHAT HAPPENED 何が起きたのか?』において2016年大統領選挙についてサンダースを空想主義者と攻撃し、その支持者からのバッシングをミソジニーや反フェミニズムなど性差別的であり、共和党陣営に有利にする存在であったと主張している。反対に予備選挙でのサンダースに対する不正行為疑惑で民主党全国委員長を退任したワッサーマンに代わり、暫定委員長を務めたドナ・ブラジルによってヒラリー陣営の不公平な選挙戦を認める新たな証言が行われ、話題となった。

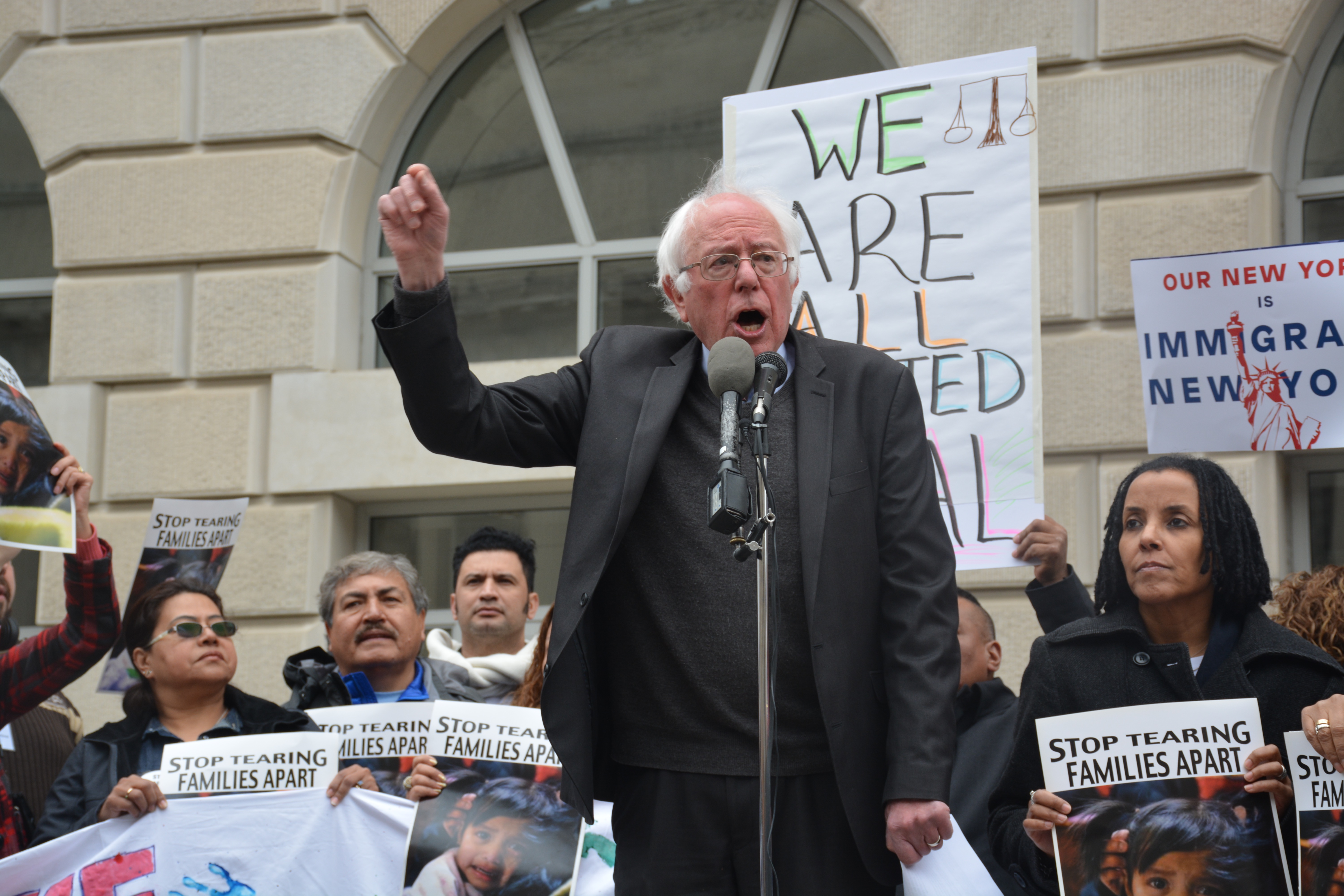
2017年に家族の分離に反対して話すバーニー・サンダース

2017年10月22日、サンダースは翌年の上院選挙に民主党候補として出馬せず、無所属で再選を目指す事を明言した。正式な入党を強く求める民主党の要請を拒否しての無所属活動について、「それは私が長年続けてきた事だ」とコメントしている。現在、サンダースは私たちの革命を通じてアメリカ民主社会主義者、働く家族達の党などの急進主義的な左派政党、ファーストフード・ウォーカー・ストライカーズ、全米看護師連盟などの労働組合、ジャスティス・デモクラッツ、真新しい議会など既存左派の改革を求める団体と連帯している。

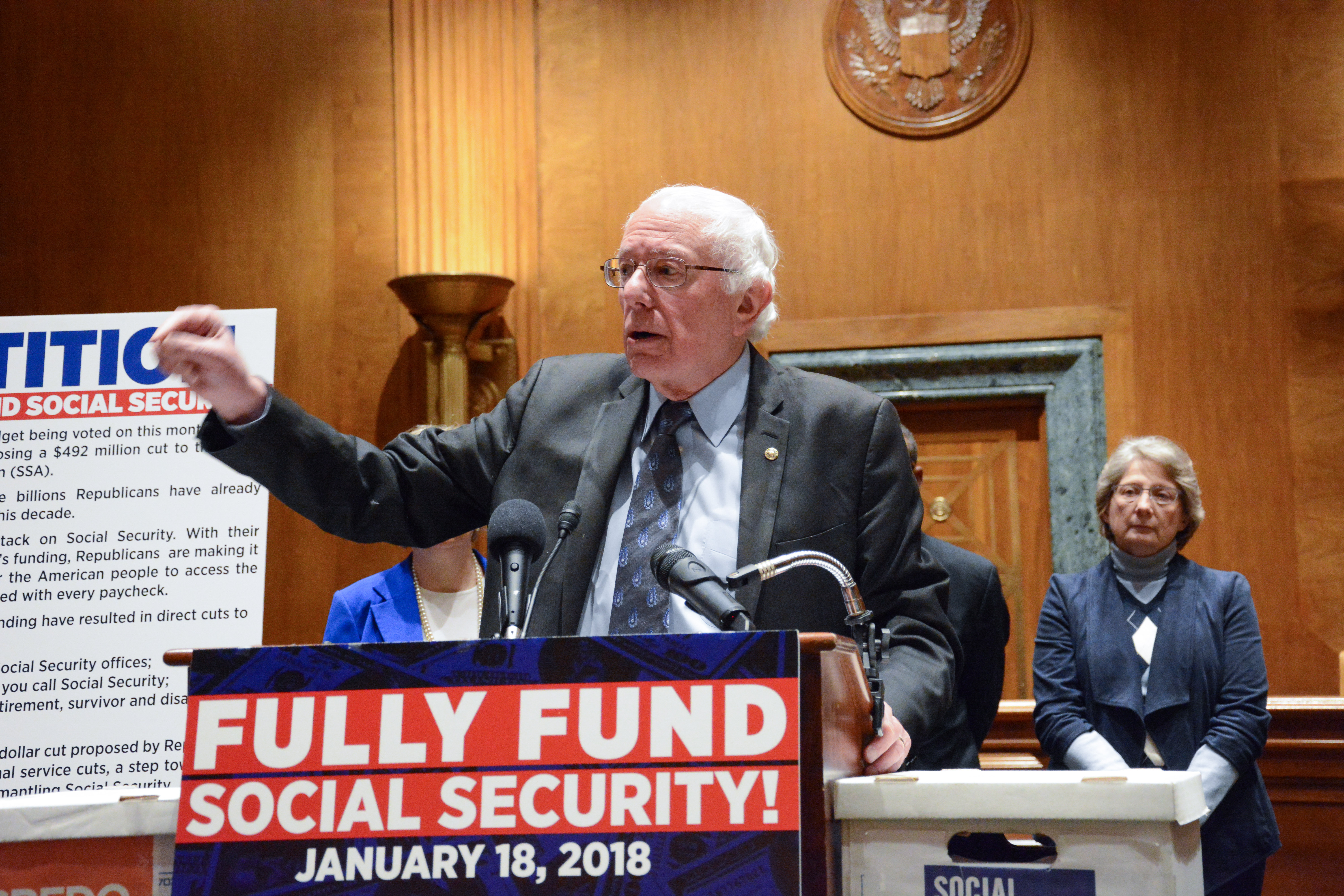
2018年のドナルド・トランプの社会保障削減に反対するバーニー・サンダースの演説

2018年11月6日の中間選挙でバーモント州での上院議員選挙に無所属候補として出馬、大差で当選した。共和党・民主党を含めた全候補の中で最も早く当選を確定させて政治的影響力の強さを見せた。
新興左派の間ではバラク・オバマやヒラリー・クリントン、ナンシー・ペロシといったリベラルな民主党指導部ではなく、党外に留まっている民主社会主義のサンダースに支持が集まる傾向が見られている。民主党に投票しつつもサンダースと緊密な協力関係にあるアメリカ民主社会主義者に所属する青年層も増えており、過去にサンダースがウゴ・チャベス政権を評価していた事から「アメリカをベネズエラにしようとしている」との反共主義的なバッシングも再燃している。

#### 2020年アメリカ合衆国大統領選挙

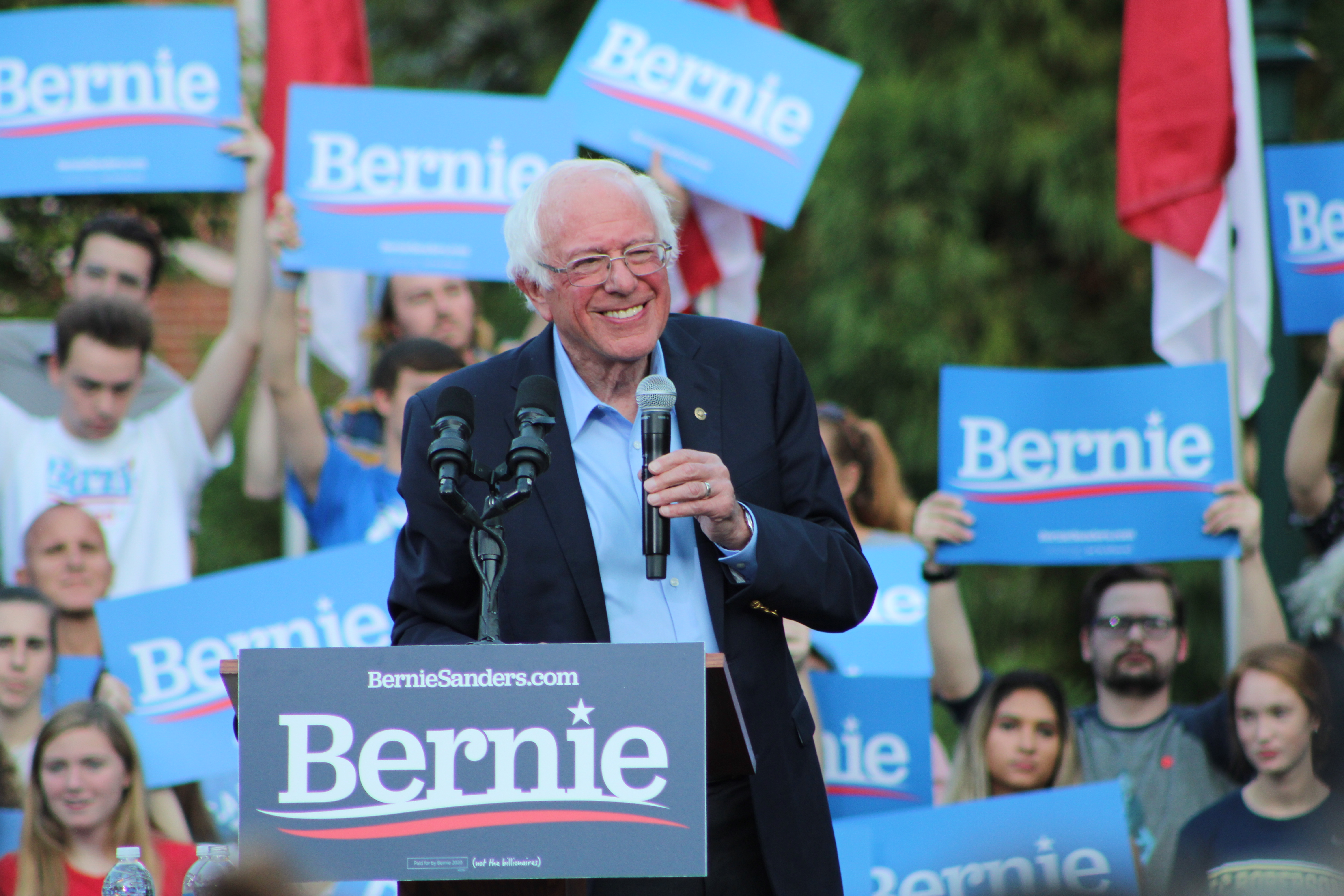
ノースカロライナ大学チャペルヒル校で演説するサンダース(2019年9月19日)

2019年2月19日に2020年アメリカ合衆国大統領選挙に民主党候補として再出馬することを公式に表明した。立候補の理由について現職大統領ドナルド・トランプの打倒のためだとし「現在のホワイトハウスの住人は米国の恥だと考える」「トランプ氏は病的なうそつきだと思う。毎日何かしらうそをついている」「彼はまた人種差別主義者、性差別主義者であり、同性愛者や外国人への嫌悪を抱いているようだ。入国書類が不備な移民をしばしば標的にし、少数派を攻撃することで陳腐な政治的ポイントを稼いでいる人だ」と批判した。
民主党の候補者同士の討論会の中では、自ら提唱する国民全員を対象とする無料の公的医療保険制度「Medicare for All」（現行のメディケアの刷新）を主張するなどで注目を集めた。2019年8月にCNNが民主党および民主党寄りの登録有権者に対して行った候補者に対する調査では、15パーセントの支持を集めて2位の座を得たが、首位のジョー・バイデンは29パーセントと倍近くの支持を得た他、同じリベラル勢力で互いを攻撃しない暗黙の了解を取ってきたエリザベス・ウォーレンに1パーセント差まで迫られるなど、候補者の一本化に向けて楽観視できない状況に立たされた。

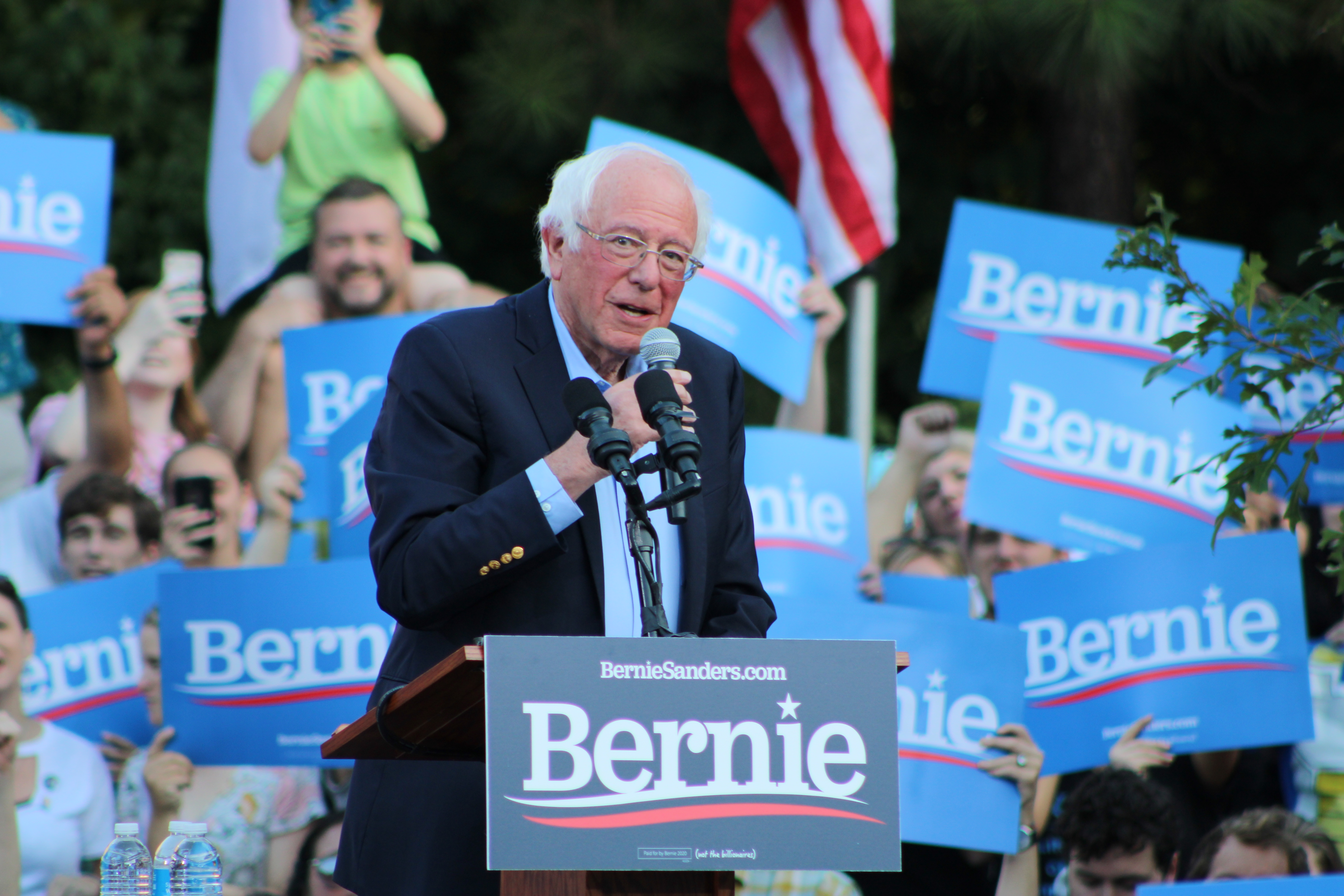
ノースカロライナ大学チャペルヒル校で演説するサンダース(2019年9月19日)

2019年10月2日に動脈閉塞の治療（ステントの挿入）を受けたことを理由に、当面の間選挙活動を休止することを発表し、10月15日に全米で生放送された民主党テレビ討論会に出場するまでの期間は、自宅でメディア取材を受けて動画配信するなど、活動を一部制限した。10月19日からは通常の演説活動に復帰している。
2020年1月に行われたCNNの世論調査では、民主党員あるいは民主党寄りの無党派層のうち27パーセントがサンダースを支持。長らく追いかけていたジョー・バイデンに3パーセントの差をつけ、誤差の範囲内ながらも初めて支持率で首位に立った。
2月3日のアイオワ州の党員集会から始まった民主党大統領候補指名争いでも、アイオワ州では中道派のピート・ブティジェッジに続く僅差の2位、2戦目となる2月11日のニューハンプシャー州の予備選挙では首位、3戦目の2月22日のネバダ州の党員集会でも大差をつけて首位になるなど、選挙戦序盤はサンダースが有利に戦いを進めていた。
しかし、急進左派のサンダースが党大統領候補になれば無党派層に嫌われてトランプに勝てないという危機感が徐々に民主党内に広がり、2月25日の討論会ではサンダースに攻撃が集中し、様々な釈明に追われた。サンダースが目玉政策として掲げていた国民皆保険の財源について曖昧な答弁をしてブティジェッジやエイミー・クロブシャーらから批判され、バイデンからは過去に銃規制に逆行する投票をしたことを追及され、誤った投票だったと非を認める羽目になった。さらに2日前のテレビ番組で「キューバのカストロは識字率の向上に力を尽くした。すべてが悪いというのは不公平だ」と独裁者カストロを擁護した発言をしたことが問題視され、「私は独裁政権には反対だ」「オバマ前大統領も『キューバは教育問題で進歩している』と語っていた」と釈明したが、オバマ政権の副大統領だったバイデンから「オバマ氏はキューバの政権を肯定的に語ったことはない」と一蹴され、ブティジェッジからは「サンダース氏は1960年代の革命思想の郷愁にとらわれている」と批判された。サンダースは「国民皆保険が共産党の極端な思想なのか」と切り返すので精いっぱいだった。
サンダースへの中道派の反感が高まる中、スーパーチューズデーの直前にブティジェッジやクロブシャーなどの中道候補がバイデン支持を表明して選挙戦から撤退し、中道派はバイデンのもと結束して左派サンダースと対決する構図となった。その結果、3月3日に14州で行われた予備選挙・党員集会（スーパーチューズデー）でサンダースは4州しか勝利できず、10州でバイデンに敗北、これにより獲得代議員数をバイデンに逆転された。スーパーチューズデー後、バイデンの支持率は急上昇し、支持率首位も奪われた。
3月10日にミシガン州など6州の予備選挙・党員集会があったが、4州で敗北を喫しさらに形勢不利となった。3月17日のフロリダ州など3州の予備選挙でもバイデンが大勝。一層引き離されてバイデンの指名獲得が濃厚となった。全体的に前回2016年時ほどの勢いは見られず、世論調査ではサンダースの岩盤支持層であったはずの若年層もサンダースから離れ、バイデンに投票している傾向が確認できる。
同時期に新型コロナウイルスが世界的に流行したことでアピールする場が限られたこともあり、逆転は不可能と判断。4月8日に予備選挙からの撤退を表明した。残る民主党候補者はバイデンのみとなったため、バイデンの指名獲得が確実となった。4月13日に「トランプ大統領の再選を阻むため、できることは全てやる」と述べてバイデンを支持することを表明し、挙党体制をアピールした。
前回ヒラリー支持派の中道派とサンダース支持派の左派の対立が解消されず、トランプ当選を許したという手痛い教訓から、サンダースはバイデンの集会に積極的に出席し「バイデン氏にホワイトハウス入りしてもらいたい。全ての米国民に（バイデン）支持を呼びかけたい」と演説した。バイデンも謝意を表明し「私とバーニーは、米国はウォール街やヘッジファンドでなく、労働者によって築かれたと心から確信している」と応じて政策目標は一致していると強調した。またサンダースが公約に掲げる「最低賃金時給15ドル引き上げ」「公立大学の授業料無償化」に賛成を表明し、経済、教育、移民、気候変動など6つの重要政策についてのバイデン、サンダース両陣営による合同作業部会を設置して政策の立案を進めていくとした。
8月17日の民主党全国大会にも出席し「私たちの民主主義、経済、地球が危機にひんしている。力を合わせ、ドナルド・トランプを倒さなければならない」「失敗の代償は想像しがたいほど重くなる」と演説してバイデンへの投票を訴えた。
本選でのバイデンの当確が報じられた後の11月8日に祝賀のビデオメッセージを出し、この選挙を現代アメリカの歴史の中で最も重要なものと述べた。

#### その後
2020年11月11日に出演したCNNの番組の中でバイデンから労働長官就任の要請があれば応じる意向を表明した。ただ現時点では何も決まっておらず「仕事の場が上院になるか、バイデン政権になるかは分からない」と語った。
11月24日にバイデンはNBCテレビのインタビューの中で、閣僚人事の検討の対象からは何も除外していないとしつつも、サンダースとエリザベス・ウォーレンについて、上院に残って進歩的な政権課題の実現に協力してほしいとの意向を示した。上院選挙が民主党にとって事前予測ほど振るわず、2021年1月5日のジョージア州の決選投票次第でぎりぎり過半数を取れるかどうかというラインであるため、共和党や民主党中道派の一部から嫌厭される左派のサンダースやウォーレンでは上院承認を得るのが困難なうえ、2人はともに共和党知事の州から選出されており、もし閣僚就任で議員辞職する場合、特別選挙が行われるまで州知事が共和党員を後継の上院議員に指名できるという事情もある。ただサンダースの地元バーモント州の知事フィル・スコットは、その場合は無党派の人物を指名する意向を表明している。
結局労働長官への任命はなかったが、2021年2月3日に上院予算委員会議長に就任した。CNNへの寄稿の中で大胆かつ積極的な経済政策がコロナ対策として必要であるとして、それを共和党の反対を押し切ってでも可決させる手段として「上院で主要な法案を成立させるには60票以上の賛成が必要で、これが政治の不作為の口実にされてきた。だがここではっきりさせよう。我々にはこの手続き上のハードルを乗り越える手段がある。上院予算委員会の新たな議長として、私は予算調整として知られる手続きを用いるつもりだ。これにより、包括的法案を51票のみの賛成で通すことが可能になる。これは過激な考えでも何でもない。ブッシュ（息子）、トランプ両政権で上院は共和党が過半数を押さえていたが、彼らは予算調整を使って数兆ドル規模の減税案を通過させ、最上位に位置する富裕層や大企業に恩恵をもたらした。同じようにして17年には、医療保険制度改革（オバマケア）撤廃に向けて予算調整を利用した。」と述べた。
2024年アメリカ合衆国大統領民主党予備選挙には出馬せず、民主党候補の現職大統領のバイデン支持を表明。共和党候補の前大統領ドナルド・トランプが返り咲けば「米国にとって最悪の事態になる」と警告し、「われわれは一丸となってバイデン氏を再選させなければならない」と急進左派の支持者たちに訴えた。しかしながら、バイデンは2024年アメリカ合衆国大統領選挙から7月に撤退し、代わりの候補となったバイデン政権の現職副大統領であるカマラ・ハリスはトランプに敗北した。このことに対して、「ハリス大敗は当然の帰結」とし「まず白人労働者を見捨て、それからヒスパニック系と黒人の労働者を見捨てた民主党が、労働者に見捨てられたのは当然だ」と厳しく批判した。

## 主張・政策
サンダースは自身を「民主社会主義者」と評していて、北欧型の社会民主主義者であり、職場民主主義の変わらぬ支持者である。ユニバーサルヘルスケアや単一支払者制度（によるユニバーサルヘルスケア）・有給の育児休業・授業料免除の高等教育を提唱している。アメリカ国内でのジェネリック医薬品販売を許可する特許関連法改正により医薬品価格を下げることを支持している。オバマケアのうちの医療費負担適正化法を支持したが、同法ではまだ不十分であったとの評価をしている。
2015年11月にジョージタウン大学での講演で、民主社会主義についての考え方をフランクリン・ルーズベルトやリンドン・ジョンソン両大統領の政策における位置付けも含めて示した。民主社会主義を定義するに当たって、サンダースは「政府が市中の食料品店を買収したり、生産手段を保有すべきとは考えないが、アメリカの富を産んでいる中産階級や労働者家庭は適切な生活水準を享受すべきであるし、その収入を減らすのではなく増やすべきであることに疑いは無い。アメリカ国内での生産を取り止め海外の安価な人件費で利益を上げている会社よりも、アメリカ国内で営業し投資し成長する民間企業や雇用を生み出す会社の方が正しいと信じている。」と述べた。
サンダースの政治家人生を通しての立ち位置や投票行動に基づき、多くの解説者は彼の政治的思想主義を税収に支えられた社会給付に基づくものと見ており、生産手段の共有化に依るとは見ていない。サンダースの政治哲学を「福祉国家主義」と評価する者もいるし、「社会民主主義」 と評価する者もいるが、「私有財産を剥奪しての社会主義社会」として定義される民主社会主義とは評価されていない。アメリカの様々な社会主義政党・団体のうち一部からは、サンダースは資本主義の改革者であって社会主義者ではないと言われている。他にも社会主義・社会民主主義・民主社会主義をそれぞれ区別して、彼の思想を社会保障給付やメディケアといった既存のアメリカ国内の現代民主主義的政策の延長と捉え、ヨーロッパの多くの国々で特に北欧諸国に見られる社会民主主義により近いものであるとする者もいる。ノーム・チョムスキーとトーマス・フランクはサンダースを「ニューディール主義者」と評している。そのほかの評者、たとえばレーン・ケンワーシーやバスカー・サンカラは、彼の価値観は民主社会主義的な価値観により親和性があるのではないかと示唆している。

### 気候変動
サンダースは地球温暖化を深刻な問題であると見ており、その効果を反転させるための大胆な行動を提唱している。エネルギー効率・持続可能性・そして雇用創出を重要目標とするインフラ（道路・橋・交通機関など）に対する十分な投資を求めている。気候変動を国の安全保障に対する最大の脅威と捉えている。発展途上国の現状を念頭に、気候変動に対する挑戦において家族計画が助けになるだろうと述べたことがある。ダコタ・アクセス・パイプライン（ノースダコタ州とイリノイ州を結ぶ石油パイプライン）の建設にはキーストーンXLパイプライン（ネブラスカ・サウスダコタ・モンタナの各州を貫通しカナダのアルバータ州につながる石油パイプライン）のように「気候に多大な影響が出るだろう」という理由で反対した。2019年にはグリーン・ニューディール法案への支持を表明し、アレクサンドリア・オカシオ＝コルテスとアール・ブルーメナーの両下院議員とともに気候変動が国内的及び国際的な緊急事態であると宣言する法案を提出した。

### 経済問題
経済問題での主な関心事は収入と資産の不平等さ・貧困・最低賃金引き上げ・ユニバーサルヘルスケア・学生の借金の免除・金融取引税導入による公立大学の学費無償化・25万ドル以上の収入に対する給与税の所得上限廃止による社会保障給付の拡大 などである。同種の法律は他の先進国のほぼ全てで既に導入済みであることに触れつつ、企業が従業員に育児休暇・病気休暇・有給休暇を付与することを義務化する法律を強力に推進し実現してきた。労働者の職能別組合への参加や結成を容易にする法案を支持している。過去に不良資産救済プログラムに反対しており、包括的な金融改革を提唱している。改革案の例としては、「大きすぎて潰せない」金融組織の分割・グラス・スティーガル法（銀行と証券の分離）の復活・連邦準備銀行の改革・経済的に取り残された地域社会での基本的な融資サービスを郵便公社に許可することなどを挙げている。
国際貿易の合意交渉においては労働者の権利と環境への関心により重点を置く必要があるとの信念から、NAFTA（北米自由貿易協定）・CAFTA（中米諸国とアメリカの自由貿易協定）・中国とのPNTR（恒久通常貿易関係）には反対票を投じており、今日まで継続的に反対の意思を表明してきている。サンダースはこれらの枠組みは結果的にアメリカ企業が国外移転をもたらすので、「アメリカの労働者にとって災難」との評価を変えていない。「企業国家アメリカと医薬品業界とウォール街の手による」ものだとして、環太平洋連携協定（TPP）には反対している。2019年5月1日付けのツイッターで、「わたしが反対票を投じた中国との貿易協定（クリントン政権下での2000年の貿易協定）以来アメリカは300万人分以上の製造業雇用を失った。中国が我が国の経済的競争相手のうちに入らないとの主張は誤りだ。」と述べている。

### 外交政策
外交問題ではサンダースは軍事費削減を支持する一方で、外交努力や国家間協力をより追求する。CIAのニカラグア左派政権に対する秘密工作において、ニカラグア反政府勢力（コントラ）への資金援助に反対した。アメリカのイラク侵攻に反対し、対テロ戦争の最中に策定された多くの政策とりわけ監視社会政策や愛国者法を批判してきた。2014年のガザ侵攻におけるイスラエルの好戦的行動を批判し、イエメンにおいてアメリカがサウジアラビア主導の介入に関与することも批判した。2015年11月15日、ISによるパリ同時多発テロ事件に反応して、イスラム恐怖症に対する注意を喚起し、ISに対する戦争において「われわれは屈してはならないが、馬鹿な真似はしてはならない」と述べ、アメリカはシリア難民を受け入れ続けるべきだと付け加えた。2020年1月のイラン軍司令官ガーセム・ソレイマーニーに対するドローンでの暗殺を、高くつく戦争につながる危険な緊張拡大だと批判した。
自身はユダヤ系なものの、基本的に反イスラエル・親パレスチナである。サンダースは何回かに渡ってパレスチナの権利を擁護し、イスラエルを批判してきた。2020年にはアメリカ・イスラエル公共問題委員会のことを根強い偏見を持つ者のための討論の場だと表現し、その会議には参加しないと述べた。トランプがエルサレムをイスラエルの首都と認定した決断を非難し、次のように述べた。「その決断はイスラエルとパレスチナの和平合意を見込みを劇的に傷つけ、アメリカの和平仲介能力を激しく、もしかしたら修復不可能なほどに損ねるだろう」。
2017年9月のウェストミンスター大学（ミズーリ州の私立大学）での講演で、より一層の国際間協力、パリ協定やイランの核合意の枠組みなどアメリカが先頭に立つ世界的な共通理解の遵守、それに基本的人権と民主主義の理想（基本的人権など民主主義の実現に欠かせない要素）の推進に向けての外交政策案を詳しく説明した。世界的な経済的不平等と気候変動に関連付けられる影響を強調し、アメリカの軍事力行使を抑制するように、その使用は「常に最終手段でなければならない」と力説した。「残忍な政権」で例えばイラン・チリ・エルサルバドルなどへの冷戦時代のアメリカの支援も批判し、一連の行動はこれからもアメリカの安全をより危うくすると述べた。ロシアによる2016年アメリカ合衆国大統領選挙への介入やそれに対するトランプ大統領の対処の仕方について批判した。トルコはアメリカの同盟国では無いと考えており、アメリカが支援するシリア北東部のクルド人勢力に対してのトルコ軍のシリア侵攻を非難した。
大統領に当選した場合、北朝鮮の金正恩と会談する意向を示している。
「民主社会主義者」を自称するサンダースは、外交・安全保障政策について厳しい目が向けられていることもあって、かねてから「私は平和主義者ではない」と反論している。もし自分が大統領に選出された場合にはアメリカの利益保護、あるいは同盟国支援、いずれの目的であっても、正当な理由があれば軍事力を行使すると明言している。どういう時に米軍に出動命令を出すのか問われると「もちろん、米国民が脅威にさらされているときだ。同盟国に対する脅威もだ。私は、北大西洋条約機構（NATO）を信じている」と回答している。中国が台湾侵略を開始した場合も中国に対して軍事行動を起こすことを明言している。

### 銃規制
アサルト・ウェポン（半自動小銃）の禁止・銃器購入時の全州統一身元調査・銃器見本市における販売規制の抜け穴の解消を支持している。1990年には上院議員になる引き換えとして競合相手のピーター・スミスの活動（銃規制についての態度を翻した）と拳銃購入時の待機期間の両方に反対することを約し、NRA（全米ライフル協会）に支援された。上院議員時代の1993年に（履歴調査と待機期間を設けた）ブレイディ法案に反対票を投じた。2005年には銃器製造業者の製造責任免除を認める法案に賛成票を投じたが、2016年現在においては同法廃止を支持すると継続的に主張している。1996年にアメリカ疾病予防管理センターでの銃器関連問題の研究への予算投入に反対票を入れたが、2016年には同センターでの銃犯罪研究予算を増やすように求めた。

### 社会問題
社会問題ではサンダースはリベラルな立場をずっと取り続けている。バーリントン市長として1983年にLGBTの権利を擁護し、1996年の結婚防衛法に反対票を入れた。2006年には全国レベルで同性婚を合法化するのには時宜を得ていないと述べて、同問題は州レベルで扱われるべき問題であるとした。しかし2009年には、バーモント州での同性婚合法化を支持し、同年制定された。自身をフェミニストであると考えており、避妊については中絶合法化を支持しており、プランド・ペアレントフッドへの出資中止には反対している。制度化された人種差別を強く非難しており、受刑者数減を目指した刑事司法改革を求めている。警察による暴力行為への断固たる措置を提唱し、民間の営利を目的とする刑務所の廃止 と死刑廃止を支持している。ブラック・ライヴズ・マター（黒人の命も大切だとの運動）の支持者である。連邦レベルでのマリファナ合法化の支持者でもある。市民のより一層の政治参加・選挙資金規制改革・シチズンズ・ユナイテッド対FEC裁判（選挙戦CMについて政治資金規制の合憲性が争点となった裁判）を判例変更する憲法修正条項や司法判断を求めている。

### トランプ政権
トランプ大統領が複数の億万長者（スティーブン・ムニューシン、ウィルバー・ロス、ゲイリー・コーン）を顧問団（内閣）に指名したことを批判した。トランプがオバマ前大統領のクリーン電力計画を巻き戻したのを、人類の活動が気候変動に与える科学的に報告された影響に言及し、トランプがその報告をでっちあげだと呼んだことを引用して、批判した。シリア内戦については、「戦争に参加するのは簡単だが抜け出すのは難しい」と述べて思慮を求めた。「トランプとトランプ主義と共和党の右派イデオロギー」を打倒すると誓っている。
サンダースはトランプの2018年の一般教書演説についてネット上で反応を示して、トランプを「強迫観念に囚われたように不誠実」と表現し、若年移民に対する国外強制退去の延期措置の打ち切りにより「深刻な移民危機」が生じていると批判した。また、ロシアが2016年の選挙を妨害したとの報告に触れなかったことに懸念を示し、「CIA長官によれば、プーチン氏との非常に特別な関係がないかぎりは……2018年に予定されている中間選挙に介入するだろうとのことだ」と述べた。
2020年1月に行われたバグダード国際空港攻撃事件について、我々を新たな戦争に向かわせているとしてトランプ大統領を批判した。
大統領選挙でトランプの落選が確実になった後の2020年11月24日に英国の『ガーディアン』紙に寄稿し、その中でトランプ政権について次のように分析・総括した
そのうえでサンダースは2024年に共和党が再び労働者の味方のふりをして、トランプ以上にひどい右翼独裁者を大統領にする恐れがあるとして、それを防ぐためには民主党は労働者の側に立ってウォールストリート、製薬業界、医療保険業界、化石燃料業界、軍産複合体、民間刑務所の産業複合体、従業員を搾取する大企業などの既得権者と戦う党でなければならないと論じる。バイデンが大統領選で打ち出した労働者階級寄りの指針を実行に移し、その邪魔をする者たちには猛反対していかねばならないと論じている。
2021年1月6日に起きたトランプ支持者による連邦議会襲撃事件について、ツイッターで「今日の混乱の直接の責任者はドナルド・トランプであり、彼は権力を維持するためには、暴動や暴力の扇動など何でもすることを明らかにした。トランプは歴代最悪かつ最も危険な大統領として名前を残すだろう」と憤った。

## 評価
イギリス労働党党首として第三の道路線を主導したトニー・ブレア元首相はアメリカ大統領選挙でヒラリー・クリントンを支持し、サンダースや（労働党の新しい党首でマルクス主義者とされている）ジェレミー・コービンら左派政治家が求心力を得る事を批判している。ブレアはサンダースやコービンの台頭を「エリートへの怒りであり、檻を揺さぶる人を選びたい欲求だ」「部分的にはソーシャルメディアという大きな熱意を生み出す革命的現象ともいえる」と表現している。
中道左派を自認するブレアは、サンダースやコービンら左派政治家が台頭してきた理由を「中道主義への信頼が失われている」と分析した上で、学費無償化などの理想主義は「実現すれば凄いことだが、誰かが対価を払わなければならない」と苦言している。
立憲民主党の代表枝野幸男は、2018年9月13日（現地時間）、ワシントンの議員会館でサンダース議員と会談し、（1）民主主義の重要性（2）若者の貧困問題（3）気候変動や地球温暖化問題（4）中国や朝鮮半島など東アジアの状況――などについて意見を交わした。サンダースの印象について、「（今回の会談を通じ）非常にオーソドックスに重要な課題について話をされた。日本で伝えられているよりも、オーソドックスなベースの中で現在の社会の問題点を鋭く指摘している」と語った。
日本共産党の委員長志位和夫は2019年12月21日に出演したBSフジ番組「プライムニュース」の中でサンダースについて全てではないが、かなり一致点が多いとし、富裕層への増税や社会保障の充実など再配分によって1％のための富裕層や大企業のための政治から、99％の国民のための政策に切り替えようというのは自分たちと向いている方向は同じと述べている。
日本では革新派や左派の政治家の代名詞のように扱われ、東京都知事選に出馬した宇都宮健児が「日本のサンダース」と呼ばれ、宇都宮自身も「日本のバーニー・サンダースとして、希望の持てる東京を作りたい」と演説している。

## 家族

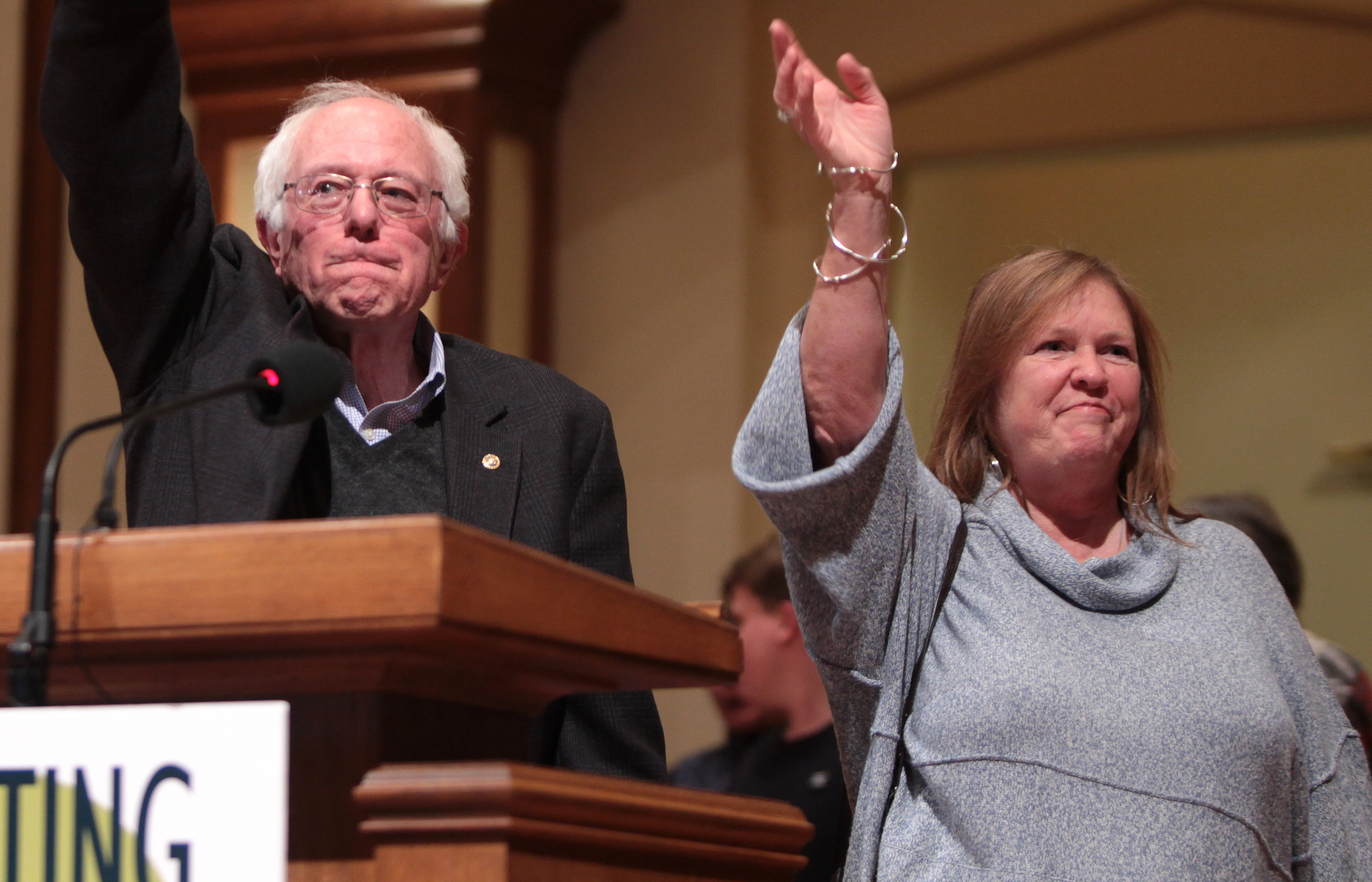
妻であるゴダード大学の元学長ジェーン・オメアラと手を掲げるサンダース

1964年、シカゴ大学在学中からの恋人デボラ・シリング（Deborah Shiling）と結婚してバーモント州モントピリアに居を構えたが、1966年に離婚した。デボラ・シリングは今でも政治家サンダースと友人であり、支持者だという。
1969年、事実婚の間柄であったスーザン・キャンベル・モット（Susan Campbell Mott）との間に長男レヴィ・サンダースが生まれているが、スーザンと正式に再婚する事はなかった。
1988年、バーリントン市長時代に教育家で、後年にゴダード大学やバーリントン大学の学長を務めたジェーン・オメアラと再婚、彼女はしばしばサンダースの政治顧問を務める事もある。また自身と同じく離婚歴があり、お互いに連れ子がいた。現在、サンダースには4人の子供と7人の孫がいる。

## その他
- 2020年大統領選挙の民主党候補指名獲得を目指していたエリザベス・ウォーレンは、同年1月13日に2018年12月に行われた会議の中でサンダースから「女性では大統領選に勝てない」と言われたことを明らかにした。「私は女性でも勝てると考えたが、彼（サンダース）は同意しなかった」という。これについてサンダースはCNNの取材の中で「馬鹿げている」と否定し、「あの晩、私が言ったのは、トランプ氏は男女差別、人種差別をする人間で、どのようなことでも兵器化する嘘つきだということだった」と述べた。ウォーレンは「この私的な会話について、これ以上話したくない。バーニーと私は共通点のほうがはるかに多い」と述べた[190]。
- 2020年3月5日のアリゾナ州でのサンダースの集会でナチスのハーケンクロイツの旗を振っていた人物が追い出された件について「言葉にするのもはばかられる」「極めて不快」「米国人としてまったく予想だにしなかった。まさか大規模な政治集会の場で、ナチスのかぎ十字を見ることになるとは。ひどい話だ」「（ハーケンクロイツは）米国が反対の立場をとるあらゆるものの象徴にほかならない。ナチズムとの戦いで大勢の人が命を落とし、ユダヤ人など多くの人々がナチズムによって殺害された」と述べた[191]。
- 2021年ジョー・バイデン大統領就任式に特徴的なミトンを着用して出席してSNS上で話題になった。これはサンダースの地元ヴァーモント州の教師ジェン・エリスがウールのセーターとペットボトルを再利用した素材で作った物という。エリスは、昨年の大統領選の選挙運動でサンダースに贈った自分のミトンをサンダースがはめているのを見て驚いたという[192]。その後分厚い防寒ジャケットと柄入りミトンという大統領就任式での自身の姿をモチーフにしたグッズのチャリティー販売を行い、5日間で180万ドル（約1億8800万円）の資金を調達したと発表した。サンダース事務所によれば、集まった資金はバーモント州内で食事宅配サービスや親子支援サービスを提供する複数の団体に寄付されるという。大統領就任式での写真をアパレル商品やステッカーに使用する権利は、AFPの写真を扱う販売代理店ゲッティイメージズとライセンス契約を結んでおり、ライセンス売上額はゲッティが食事宅配サービス「ミールズ・オン・ホイールズ・アメリカ」に寄付するという[193]。

## 著書
- 『バーニー・サンダース自伝』萩原伸次郎監訳. 大月書店, 2016.6